# Aracely Arámbula
Aracely Arámbula Jaques (Chihuahua, 6 de marzo de 1975) es una actriz, cantante, y empresaria mexicana.

## Biografía
Nació en la ciudad de Chihuahua, en el estado homónimo ubicado al norte de México, el 6 de marzo de 1975.
Participó en concursos de belleza desde muy pequeña. En 1996 fue nombrada el "Rostro del Heraldo de México", además ganó el concurso Señorita Chihuahua.

## Trayectoria
Tuvo pequeñas participaciones en las telenovelas Prisionera de amor (1994), Acapulco, cuerpo y alma (1995) y Canción de amor (1996). Durante su tercer año de capacitación actoral en el Centro de Educación Artística (CEA) de Televisa, Aracely recibió la oportunidad de actuar en la telenovela Cañaveral de pasiones (1996).
En 1997 Aracely interpretó la versión joven del personaje de Verónica Castro en Pueblo chico, infierno grande. Luego, actuó en las telenovelas El alma no tiene color y Rencor apasionado, en la que interpretó su primer antagónico. El primer protagónico de Aracely Arámbula llegó con la telenovela juvenil Soñadoras (1998) y luego participó en Alma rebelde en 1999.
En el 2000 protagonizó Abrázame muy fuerte del productor Salvador Mejía, junto a Fernando Colunga. Estelarizó Las vías del amor en 2002 junto a Jorge Salinas. Además de la música y la televisión, Aracely incursionó en el teatro con montajes como Muchachos de Nueva York, Coqueluche y Hermanos de Sangre.
En 2008 hizo un alto en su carrera como actriz y fue conductora del programa de televisión Todo Bebé. En 2009 Aracely Arámbula regresó a los sets de televisión para ser la protagonista de Corazón Salvaje, en la que tuvo un doble papel junto a Eduardo Yáñez. En 2010 debutó como protagonista del montaje Perfume de Gardenia.
En 2013 volvió a las telenovelas con La patrona, una producción de Telemundo y Argos en la que comparte créditos con Christian Bach y Jorge Luis Pila. En 2014 protagoniza Los miserables, una producción de Telemundo junto a Erik Hayser.
En 2016 protagoniza la producción de Telemundo La Doña como Altagracia Sandoval, "La Doña".
Durante 2017 participó en el Podcast Bienvenido a la vida peligrosa una narcoserie sonora producida por Podium Podcast, escrita por Arturo Pérez-Reverte y dirigida por Guillermo Arriaga.
En el 2018 fue la conductora del programa de cocina de franquicia mundial, Máster Chef Latino.
En el 2020 retoma el papel de Altagracia Sandoval en la segunda temporada de La Doña, producción de Telemundo, junto a Carlos Ponce y David Zepeda.

### Música
Como cantante, Aracely Arámbula fue nominada en los Premios Billboard en las categorías de mejor disco, mejor dúo y mejor tema regional mexicano con su producción Sólo tuya (2003); posteriormente lanzó el disco Sexy, producido por A.B. Quintanilla.
Grabó dos canciones para La patrona, siendo éstas "La patrona" y "Juntos tú y yo".
Grabó la canción de entrada para la primera temporada de La Doña. Para la segunda temporada, grabó un dueto junto a Gloria Trevi llamado "Tu Obsesión".
En el 2020 grabó y lanzó el sencillo "Malas Noticias".

## Vida personal
Desde 2005 hasta principios de 2009, Arámbula fue pareja del cantante Luis Miguel, con quien tuvo dos hijos: Miguel, nacido el 1 de enero de 2007, y Daniel, nacido el 18 de diciembre de 2008.

## Filmografía

### Telenovelas
| Año       | Título                        | Personaje                                                       |
| --------- | ----------------------------- | --------------------------------------------------------------- |
| 1994      | Prisionera de amor            |                                                                 |
| 1995      | Acapulco, cuerpo y alma       |                                                                 |
| 1996      | Canción de amor               | Ismari Díaz                                                     |
| 1996      | Cañaveral de pasiones         | Leticia Cisneros                                                |
| 1997      | Pueblo chico, infierno grande | Leonarda Ruán (joven)                                           |
| 1997      | El alma no tiene color        | Maiguálida Roldán                                               |
| 1998      | Rencor apasionado             | Maité Monteverde                                                |
| 1998-1999 | Soñadoras                     | Jacqueline de la Peña                                           |
| 1999      | Alma rebelde                  | María Elena Hernández                                           |
| 1999-2000 | Cuento de Navidad             |                                                                 |
| 2000-2001 | Abrázame muy fuerte           | María del Carmen Campuzano / María del Carmen Hernández Álvarez |
| 2002-2003 | Las vías del amor             | Perla Gutiérrez Vázquez                                         |
| 2009-2010 | Corazón salvaje               | Regina Montes de Oca Rivera / Aimeé Montes de Oca Rivera        |
| 2013      | La patrona                    | Gabriela Suárez / Verónica Dantés, la Patrona                   |
| 2014-2015 | Los miserables                | Lucía "Lucha" Durán Monteagudo                                  |
| 2016-2020 | La Doña                       | Altagracia Sandoval Ramos "La doña"                             |
| 2018      | El Señor de los Cielos        | Altagracia Sandoval Ramos "La doña"                             |
| 2022      | La madrastra                  | Marcia Cisneros de Lombardo / Marisa Jones                      |
| 2022      | La rebelión                   | Mónica                                                          |

### Teatro
| Año     | Producción                              | Personaje        |
| ------- | --------------------------------------- | ---------------- |
| 2010-12 | Perfume de Gardenia                     | Gardenia Peralta |
| 2014    | Por qué los hombres aman a las cabronas | Dulce            |

### Programas
- Miss Universe Latina, el reality - Juez[21]
- MasterChef Latino (2018) - Presentadora
- ¡Viva la familia!...Todo bebé (2008) - Conductora
- Mujer, casos de la vida real

## Audiografía
| Año  | Título                         | Rol     |
| ---- | ------------------------------ | ------- |
| 2017 | Bienvenido a la vida peligrosa | Silvina |

## Discografía

### Álbumes

#### Álbumes de estudio
| Sólo tuya                                                                   | - Publicado: 14 de mayo de 2002 - Formato: CD - Discográfica: Disa Records                                      | 35 | 19 |
| Sexy                                                                        | - Publicado: 19 de julio de 2005 - Formatos: CD, Protección de copia - Discográfica: Capitol Records, EMI Music | 20 | —  |
| Línea de oro                                                                | - Publicado: 10 de julio de 2007 - Formatos: CD - Discográfica: Disa Records, UMGD                              | —  | —  |
| "—" indica que el álbum no se posicionó o no fue lanzado en ese territorio. | |    |    |

#### Álbumes de bandas sonoras
| Título              | Detalles del álbum                                                                                |
| ------------------- | ------------------------------------------------------------------------------------------------- |
| Abrázame muy fuerte | - Publicado: 15 de mayo de 2011 - Formatos: CD, descarga digital, Casete - Discográfica: Sony BMG |

### Sencillos
| «Te quiero más que ayer» (con. Palomo)                                        | 2002 | 27 | 9 | Sólo tuya |
| «Ojalá»                                                                       | 2002 | —  | — | Sólo tuya |
| «Sexy»                                                                        | 2005 | 23 | — | Sexy      |
| «Bruja»                                                                       | 2005 | —  | — | Sexy      |
| «Maldita soledad»                                                             | 2005 | —  | — | Sexy      |
| "—" indica que la canción no se posicionó o no fue lanzado en ese territorio. |      |    |   |           |

#### Como artista invitada
| Título                                   | Año  | Álbum               |
| ---------------------------------------- | ---- | ------------------- |
| «Arriba» (DJ Kane con. Aracely Arámbula) | 2005 | Capítulo II: Brinca |

#### Sencillos promocionales
| Título              | Año  | Álbum             |
| ------------------- | ---- | ----------------- |
| «Las vías del amor» | 2002 | Línea de Oro      |
| «La patrona»        | 2013 | canción sin álbum |

### Otras apariciones
| Título              | Año  | Otro(s) artista(s) | Álbum                     |
| ------------------- | ---- | ------------------ | ------------------------- |
| «La maquinita»      | 1999 | —                  | Ellas Cantan a Cri Cri    |
| «Niña y mujer"      | 2001 | —                  | Abrázame muy fuerte       |
| «Miedo»             | 2001 | —                  | Abrázame muy fuerte       |
| «Bla, bla, bla»     | 2001 | —                  | Abrázame muy fuerte       |
| «Salva a tu México» | 2011 | María Victoria     | ¡Víva la reina de México! |
| «Juntos tú y yo»    | 2013 | —                  | canción sin álbum         |

### Vídeos musicales
| Título                   | Año  | Notas                                               |
| ------------------------ | ---- | --------------------------------------------------- |
| «Te quiero más que ayer» | 2002 |                                                     |
| «Las vías del amor»      | 2002 | Vídeo promocional de la telenovela del mismo nombre |
| «Sexy»                   | 2005 |                                                     |

## Premios y nominaciones
Premios TVyNovelas
| Año  | Categoría                         | Trabajo             | Resultado |
| ---- | --------------------------------- | ------------------- | --------- |
| 1999 | Mejor revelación femenina         | Soñadoras           | Nominada  |
| 2001 | Mejor beso (con Fernando Colunga) | Abrázame muy fuerte | Nominada  |
| 2001 | Mejor actriz protagónica          | Abrázame muy fuerte | Nominada  |
| 2003 | Mejor actriz protagónica          | Las vías del amor   | Nominada  |
| 2010 | Mejor actriz antagónica           | Corazón salvaje     | Nominada  |
| 2010 | Mejor actriz protagónica          | Corazón salvaje     | Nominada  |

Premios El Heraldo de México
| Año  | Categoría               | Trabajo                 | Resultado |
| ---- | ----------------------- | ----------------------- | --------- |
| 1996 | El rostro de El Heraldo | El rostro de El Heraldo | Ganadora  |
| 2001 | Mejor actriz            | Abrázame muy fuerte     | Ganadora  |

Premios Billboard Latino
| Año  | Categoría                    | Trabajo   | Resultado |
| ---- | ---------------------------- | --------- | --------- |
| 2003 | Mejor Disco                  | Sólo tuya | Nominada  |
| 2003 | Mejor Dúo                    | Sólo tuya | Nominada  |
| 2003 | Mejor tema regional mexicano | Sólo tuya | Nominada  |

Premios Tu Mundo
| Año  | Categoría                                | Trabajo    | Resultado |
| ---- | ---------------------------------------- | ---------- | --------- |
| 2013 | Protagonista favorita                    | La patrona | Ganadora  |
| 2013 | La pareja perfecta (con Jorge Luis Pila) | La patrona | Ganadora  |

| Año  | Categoría                               | Trabajo | Resultado |
| ---- | --------------------------------------- | ------- | --------- |
| 2017 | Protagonista favorita                   | La Doña | Ganadora  |
| 2017 | La pareja perfecta (con David Chocarro) | La Doña | Ganadora  |

Premios People en Español
| Año  | Categoría                            | Trabajo         | Resultado |
| ---- | ------------------------------------ | --------------- | --------- |
| 2013 | Mejor actriz                         | La patrona      | Ganadora  |
| 2013 | Pareja del año (con Jorge Luis Pila) | La patrona      | Ganadora  |
| 2010 | Retorno del año                      | Corazón salvaje | Ganadora  |

### Premios Juventud
| Año  | Categoría      | Telenovela   | Resultado |
| ---- | -------------- | ------------ | --------- |
| 2023 | Mejor enamoran | La madrastra | Ganadora  |